# (464326) 2016 AV109
(464326) 2016 AV109 es un asteroide perteneciente al cinturón de asteroides, descubierto el 4 de marzo de 2005 por el equipo Spacewatch desde el Observatorio Nacional de Kitt Peak (Arizona, Estados Unidos).